# Фонтен, Робер
Робер Фонтен (фр. Robert Fontaine; род. 18 ноября 1980, Сюрен) — швейцарский, ранее французский и монакский шахматист, гроссмейстер (2002).
Участник 27-го чемпионата Европы среди юниоров (1999) в г. Патры, 2-х чемпионатов мира среди юниоров (1997, 2000) и 4-го личного чемпионата Европы (2003) в г. Силиври.
В составе сборной Франции участник следующих соревнований:
- 3-я шахматная олимпиада среди детей (1995) в г. Лас-Пальмас-де-Гран-Канария.
- 36-я Олимпиада (2004) в г. Кальвии.

В составе клуба «Cannes Échecs» участник 23-го Кубка Европейских клубов (2007) в г. Кемере.
В составе клуба «Wood Green Hilsmark Kingfisher 1» серебряный призёр чемпионата Шахматной лиги четырёх наций (2012/2013).
Был женат на шахматистке Екатерине Лагно.

## Изменения рейтинга
| Графики недоступны из-за технических проблем. См. информацию на Фабрикаторе и на mediawiki.org. |